# Dyskografia Swans
Artykuł zawiera dyskografię amerykańskiego zespołu Swans i jego projektu pobocznego działającego pod nazwą Skin / The World of Skin.
Pierwsze wcielenie Swans istniało w latach 1982–1997. Na dokonania grupy z tego okresu składa się 10 albumów studyjnych, 2 minialbumy, 10 singli oraz 7 albumów koncertowych.
Dyskografię macierzystego zespołu uzupełniają nagrania projektu Skin / The World of Skin z lat 1986–1990. Są to 3 albumy studyjne oraz 2 single.
W 2010 zespół Swans został reaktywowany. Od tego czasu ukazało się 5 albumów studyjnych, 1 singel oraz 4 albumy koncertowe.

## Albumy studyjne
| Rok  | Tytuł | Uwagi |
| ---- | --- | --- |
| 1983 | Filth - LP: Neutral Records, CD: Young God Records                                                       | wersja CD (pod tytułem Filth LP #1 / EP #1) została wydana w 1990 i zawiera dodatkowo wszystkie utwory z EP Swans |
| 1984 | Cop - LP: K.422, CD: K.422, Young God Records                                                            | wersja CD (pod tytułem Cop / Young God) została wydana w 1992 i zawiera dodatkowo wszystkie utwory z EP Young God |
| 1986 | Greed - LP, CD: K.422                                                                                    | wersja CD została wydana w 1987 i zawiera dodatkowo wszystkie utwory z singla Time Is Money (Bastard)             |
| 1986 | Holy Money - LP, CD: K.422                                                                               | wersja CD została wydana w 1987 i zawiera dodatkowo wszystkie utwory z singla A Screw                             |
| 1987 | Children of God - 2xLP, CD: Caroline Records, Product Inc.                                               | |
| 1987 | Blood, Women, Roses (wydany pod nazwą Skin) - LP, CD: Product Inc.                                       | wersja CD zawiera dodatkowo niektóre utwory z singli One Thousand Years i Girl: Come Out                          |
| 1988 | Shame, Humility, Revenge (wydany pod nazwą Skin) - LP, CD: Product Inc.                                  | wersja CD zawiera dodatkowy utwór                                                                                 |
| 1989 | The Burning World - LP, CD: Uni Records, MCA Records                                                     | |
| 1990 | Ten Songs for Another World (wydany pod nazwą The World of Skin) - LP, CD: Young God Records             | |
| 1991 | White Light from the Mouth of Infinity - 2xLP, CD: Young God Records                                     | |
| 1992 | Love of Life - LP, CD: Young God Records                                                                 | wersja CD zawiera dodatkowy utwór                                                                                 |
| 1995 | The Great Annihilator - 2xLP, CD: Invisible, Young God Records                                           | |
| 1996 | Soundtracks for the Blind - 2xCD: Atavistic, Young God Records                                           | wersja 4xLP została wydana w 2018                                                                                 |
| 2010 | My Father Will Guide Me Up a Rope to the Sky - LP, CD, digital download: Mute Records, Young God Records | specjalna edycja 2xCD zawiera dodatkową płytę z utworem pod tytułem Look at Me Go                                 |
| 2012 | The Seer - 3xLP, 2xCD, digital download: Mute Records, Young God Records                                 | wersje LP i CD różnią się od siebie kolejnością utworów, niektóre wydania zawierają DVD z nagraniami koncertowymi |
| 2014 | To Be Kind - 3xLP, 2xCD, digital download: Mute Records, Young God Records                               | niektóre wydania zawierają DVD z nagraniami koncertowymi                                                          |
| 2016 | The Glowing Man - 3xLP, 2xCD, digital download: Mute Records, Young God Records                          | niektóre wydania zawierają DVD z nagraniami koncertowymi                                                          |
| 2019 | Leaving Meaning - 2xLP, 2xCD, digital download: Mute Records, Young God Records                          | wersje LP i CD różnią się od siebie ilością i kolejnością utworów                                                 |
| 2023 | The Beggar - 2xLP, 2xCD, digital download: Mute Records, Young God Records                               | wersje LP i CD różnią się od siebie ilością i kolejnością utworów                                                 |
| 2025 | Birthing - Zapowiedziany: 30 maja 2025 - 3xLP, 2xCD, digital download: Young God Records                 | |

## EP
| Rok  | Tytuł                      | Uwagi                                                                                              |
| ---- | -------------------------- | -------------------------------------------------------------------------------------------------- |
| 1982 | Swans - 12": Labor Records | w 1990 wszystkie utwory z EP dołączono do wersji CD albumu Filth (pod tytułem Filth LP #1 / EP #1) |
| 1984 | Young God - 12": K.422     | w 1992 wszystkie utwory z EP dołączono do wersji CD albumu Cop (pod tytułem Cop / Young God)       |

## Single
| Rok  | Tytuł                                                                        | Uwagi                                                                     |
| ---- | ---------------------------------------------------------------------------- | ------------------------------------------------------------------------- |
| 1986 | Time Is Money (Bastard) - 12": K.422                                         | w 1987 wszystkie utwory z singla dołączono do wersji CD albumu Greed      |
| 1986 | A Screw - 12": K.422                                                         | w 1987 wszystkie utwory z singla dołączono do wersji CD albumu Holy Money |
| 1987 | New Mind - 7", 12": Product Inc.                                             | singel z albumu Children of God                                           |
| 1987 | One Thousand Years (wydany pod nazwą Skin) - 7", 12": Product Inc.           | singel z albumu Blood, Women, Roses                                       |
| 1987 | Girl: Come Out (wydany pod nazwą Skin) - 7", 12": Product Inc.               | singel z albumu Blood, Women, Roses                                       |
| 1988 | Love Will Tear Us Apart - 7", 12", CD: Caroline Records, Product Inc.        | cover Joy Division (dwie wersje)                                          |
| 1989 | Saved - 7", 12", CD: Uni Records, MCA Records                                | singel z albumu The Burning World                                         |
| 1989 | Can’t Find My Way Home - 7", 12", CD: Uni Records, MCA Records               | singel z albumu The Burning World, cover Blind Faith                      |
| 1992 | Love of Life / Amnesia - 12", CD: Young God Records                          | singel z albumu Love of Life                                              |
| 1994 | Celebrity Lifestyle / Mother/Father - CD: Invisible                          | singel z albumu The Great Annihilator                                     |
| 1996 | Failure / Animus - 10": Arts & Commerce                                      | edycja limitowana                                                         |
| 1997 | I Am the Sun - 7": Überschall Records, Die Stadt                             | edycja limitowana                                                         |
| 2014 | Oxygen - digital download: Mute Records, Young God Records, CD: Traffic Inc. | singel z albumu To Be Kind                                                |

## Albumy koncertowe
| Rok  | Tytuł                                                                                      | Uwagi |
| ---- | ------------------------------------------------------------------------------------------ | --- |
| 1986 | Public Castration Is a Good Idea - 2xLP: wydanie własne (reedycja CD: Thirsty Ear w 1999)  | zawiera nagrania koncertowe z 1986                                                                            |
| 1987 | Feel Good Now - 2xLP, CD: wydanie własne (reedycja CD: Atavistic w 2002)                   | zawiera nagrania koncertowe z 1987 (reedycja CD różni się od poprzednich wersji liczbą i kolejnością utworów) |
| 1990 | Anonymous Bodies in an Empty Room - LP, CD: wydanie własne                                 | zawiera nagrania koncertowe z lat 1988–1989                                                                   |
| 1992 | Real Love - LP, CD: wydanie własne (reedycja CD: Atavistic w 1996)                         | zawiera nagrania koncertowe z 1986                                                                            |
| 1992 | Omniscience - CD: Young God Records                                                        | zawiera nagrania koncertowe z 1992                                                                            |
| 1995 | Kill the Child - CD: Disaster Records (reedycja CD: Atavistic w 1996)                      | zawiera nagrania koncertowe z lat 1985–1987                                                                   |
| 1998 | Swans Are Dead - 2xCD: Atavistic, Young God Records                                        | zawiera nagrania koncertowe z 1995 i 1997                                                                     |
| 2012 | We Rose from Your Bed with the Sun in Our Head - 2xCD, digital download: Young God Records | zawiera nagrania koncertowe z 2011 (edycja limitowana zawiera również utwory demo)                            |
| 2013 | Not Here / Not Now - 2xCD: Young God Records                                               | edycja limitowana, zawiera nagrania koncertowe z 2013 (oraz utwory demo)                                      |
| 2015 | The Gate - 2xCD: Young God Records                                                         | edycja limitowana, zawiera nagrania koncertowe z lat 2014–2015 (oraz utwory demo)                             |
| 2017 | Deliquescence - 2xCD: Young God Records                                                    | edycja limitowana, zawiera nagrania koncertowe z lat 2016–2017                                                |

## Kompilacje
| Rok  | Tytuł                                                                           | Uwagi |
| ---- | ------------------------------------------------------------------------------- | --- |
| 1988 | The World of Skin (wydany pod nazwą The World of Skin) - 2xLP, CD: Product Inc. | zawiera większość utworów z albumów Blood, Women, Roses i Shame, Humility, Revenge                           |
| 1991 | Body to Body, Job to Job - LP, CD: Young God Records                            | zawiera niepublikowane wcześniej utwory nagrane w latach 1982–1985                                           |
| 1992 | Greed / Holy Money - CD: K.422, Young God Records                               | zawiera większość utworów z albumów Greed i Holy Money                                                       |
| 1996 | Die Tür ist zu - CD: Rough Trade Records                                        | zawiera inne wersje niektórych utworów z albumu Soundtracks for the Blind, wersja 2xLP została wydana w 2018 |
| 1999 | Various Failures - 2xCD: Young God Records                                      | zawiera niektóre utwory z albumów i singli wydanych w latach 1988–1992                                       |
| 2019 | What Is This? - CD: Young God Records                                           | edycja limitowana, zawiera utwory demo                                                                       |

## Reedycje
| Rok  | Tytuł | Uwagi |
| ---- | --- | --- |
| 1997 | Children of God / World of Skin - 2xCD: Atavistic, Young God Records                                                                      | CD1 zawiera album Children of God, CD2 zawiera kompilację The World of Skin                                           |
| 1999 | Cop / Young God / Greed / Holy Money - 2xCD: Thirsty Ear (reedycja: Some Bizarre w 2005 i 2010)                                           | CD1 zawiera album Cop (wraz z EP Young God), CD2 zawiera kompilację Greed / Holy Money                                |
| 2000 | Filth / Body to Body, Job to Job - 2xCD: Young God Records                                                                                | CD1 zawiera album Filth (bez EP Swans), CD2 zawiera kompilację Body to Body, Job to Job                               |
| 2002 | The Great Annihilator - CD: Young God Records                                                                                             | reedycja albumu The Great Annihilator, zawiera dodatkowy utwór z singla I Am the Sun                                  |
| 2003 | Forever Burned - CD: Young God Records | edycja limitowana, zawiera album The Burning World wraz z dodatkowymi utworami wydanymi w latach 1988–1992            |
| 2015 | Filth (Deluxe Edition) - 3xCD, digital download: Mute Records, Young God Records                                                          | CD1 i CD2 zawierają kompilację Filth / Body to Body, Job to Job, CD3 zawiera EP Swans (wraz z dodatkowymi utworami)   |
| 2015 | White Light from the Mouth of Infinity / Love of Life (Deluxe Edition) - 3xCD, 3xLP+CD, digital download: Mute Records, Young God Records | CD1 i CD2 zawierają albumy White Light... i Love of Life, CD3 zawiera dodatkowe utwory wydane w latach 1988–1992      |
| 2017 | The Great Annihilator / Drainland - 2xCD, digital download: Mute Records, Young God Records                                               | CD1 zawiera album The Great Annihilator (wraz z dodatkowym utworem), CD2 zawiera album Michaela Giry Drainland z 1995 |
| 2018 | Soundtracks for the Blind / Die Tür ist zu - 3xCD, digital download: Mute Records, Young God Records                                      | CD1 i CD2 zawierają album Soundtracks for the Blind, CD3 zawiera kompilację Die Tür ist zu                            |

## Wideo
| Rok  | Tytuł                                                 | Uwagi |
| ---- | ----------------------------------------------------- | --- |
| 1986 | A Long Slow Screw - VHS: K.422                        | zawiera nagrania koncertowe z 1986                                                                       |
| 1987 | Kings of Independence - VHS: Stud!o K7                | zawiera nagrania koncertowe (Swans, Nick Cave and the Bad Seeds oraz Crime and The City Solution) z 1987 |
| 2012 | Live 2010/2011 - DVD: Mute Records, Young God Records | zawiera nagrania koncertowe z lat 2010–2011, płyta dołączona do niektórych wydań albumu The Seer         |
| 2014 | Live 2013 - DVD: Mute Records, Young God Records      | zawiera nagrania koncertowe z 2013, płyta dołączona do niektórych wydań albumu To Be Kind                |
| 2016 | Live 2015 - DVD: Mute Records, Young God Records      | zawiera nagrania koncertowe z 2015, płyta dołączona do niektórych wydań albumu The Glowing Man           |